# Thomas Gray
Thomas Gray (London, 1716. december 26. – Cambridge, 1771. július 30.) angol költő, a klasszikus kor tudósa és a Cambridge-i Egyetem tanára volt.

## Élete
London Cornhill városrészében született egy divatárukereskedő és egy bróker gyermekeként. Nyolc testvére közül ő az ötödik volt, az egyetlen gyermek a családban, aki túlélte a csecsemőkort. Anyjával élt, miután apja gorombasága miatt a szülők különköltöztek. Az Eton főiskolán tanult, ahol egyik nagybátyja tanított. Iskolai éveire úgy emlékezett vissza, mint boldog évekre. Gray tudós beállítottságú fiú volt, aki szívesebben töltötte idejét komoly irodalmi könyvek olvasásával csak ne kelljen sportolnia. Az iskolában három barátra lelt Horace Walpole, a híres Robert Walpole angol miniszterelnök fia, Thomas Ashton és Richard West személyében. Mind a négyen büszkélkedhettek kitűnő stílusukkal, remek humorukkal és közös rajongásukkal a szépség iránt.
1738-ban Walpole-lal közösen Európában utazgattak, valószínűleg Gray költségére.
1742-től komolyan belevetette magát a versírásba, főleg azután, miután barátja, Richard West meghalt. Kora egyik legolvasottabb emberévé vált, miután hosszú időn át önként vállalt tanulásba kezdett.
Gray majdnem egész életét cambridge-i tudósként töltötte, csak élete utolsó éveiben kezdett újra utazgatni. Annak ellenére, hogy nem volt igazán termékeny költő (életében mindössze 1000 sornyi verset adott ki), mégis őt tekintik a 18. század közepének legkiemelkedőbb költőjének. 1757-ben őt választották Anglia nemzeti költőjének, ám a kitüntető tisztséget visszautasította. Inkább a Cambridge-i Egyetem tanára maradt.
Gray olyannyira kritikus volt saját magával, hogy csupán 13 verset publikált életében.
Gray híres költeményét, az Elégia egy falusi temetőben című költeményt (Elegy Written in a Country Churchyard), melyet állítólag tényleg egy Stoke Poges-i templom temetőjében írt, megjelenését követően irodalmi szenzációként kezelte a közvélemény.

## Magyarul
- Elegia egy falusi temetőre Gray Tamás után. Vitéz De Rossi János Ferencz úrnak ajánlja Deáky Zsigmond; ford. Deáky Zsigmond; De Romains, Róma, 1827